# Satoshi Ōtomo
Satoshi Ōtomo est un footballeur philippin né le 1er octobre 1981 à Sakae. Il évolue au poste de milieu de terrain.